# Guastatoya

Guastatoya é uma cidade da Guatemala do departamento de El Progreso. É a capital do departamento.